# Farol de Santana
O Farol de Santana é um farol administrado pela Marinha do Brasil, localizado na Ilha de Santana, no município de Humberto de Campos, localizado entre a ilha de Upaon-Açu e os Lençois Maranhenses, no Estado do Maranhão - Brasil.

## História
O primeiro farol foi aceso em 1º de junho de 1831, embora a construção estivesse autorizada desde junho de 1822. A torre de alvenaria foi construída em três anos, perto da praia, em local sem pedra; tinha 31 metros (102 pés) de altura e a lanterna estava equipada com uma lente catóptrica rotativa com alcance de 18 milhas náuticas (33 km; 21 mi). Logo depois o farol foi ameaçado pela erosão marítima e os esforços feitos para salvá-lo foram infrutíferos.
Decidiu-se construir um novo farol mais afastado deste primeiro, com formato de prisma quadrado e altura de 26 metros (85 pés). O sistema rotativo original foi transferido para o novo farol que foi aceso em 26 de janeiro de 1961. Anos mais tarde a erosão marítima danificou o segundo farol, pelo que foi construído um terceiro farol. Foi construída uma torre esquelética piramidal de ferro fundido pré-fabricada na Inglaterra por Armstrong, Mitchell & Company. O novo farol pintado de branco foi aceso em 2 de dezembro de 1883 e a lanterna foi equipada com uma lente Fresnel de 2ª ordem, construída pela Chance Brothers, emitindo uma luz branca e vermelha. Com o passar dos anos a torre em ferro fundido sofreu uma deterioração progressiva, provocada pela ferrugem, sendo imprescindível a construção de um novo farol.
A atual torre cilíndrica foi construída em concreto, com varanda e lanterna ao lado da primeira; tem 49 metros de altura (161 pés) e foi aceso em 1º de julho de 1964. A lanterna e o dispositivo óptico foram transferidos do farol antigo para o novo. A torre de ferro fundido foi parcialmente desmontada e há poucos anos foi totalmente demolida. O farol emite dois longos flashes brancos alternados e um vermelho a cada 51 segundos (Luz Característica: Al L Fl (2) W (1) R 51s), visíveis até 31 milhas náuticas (57 km; 36 mi) para a luz branca e 25 milhas náuticas (46 km; 29 mi) para aquela vermelha. O farol é administrado pela Marinha do Brasil e é identificado pelo código do país BR-0804.